# Силы обороны Ботсваны

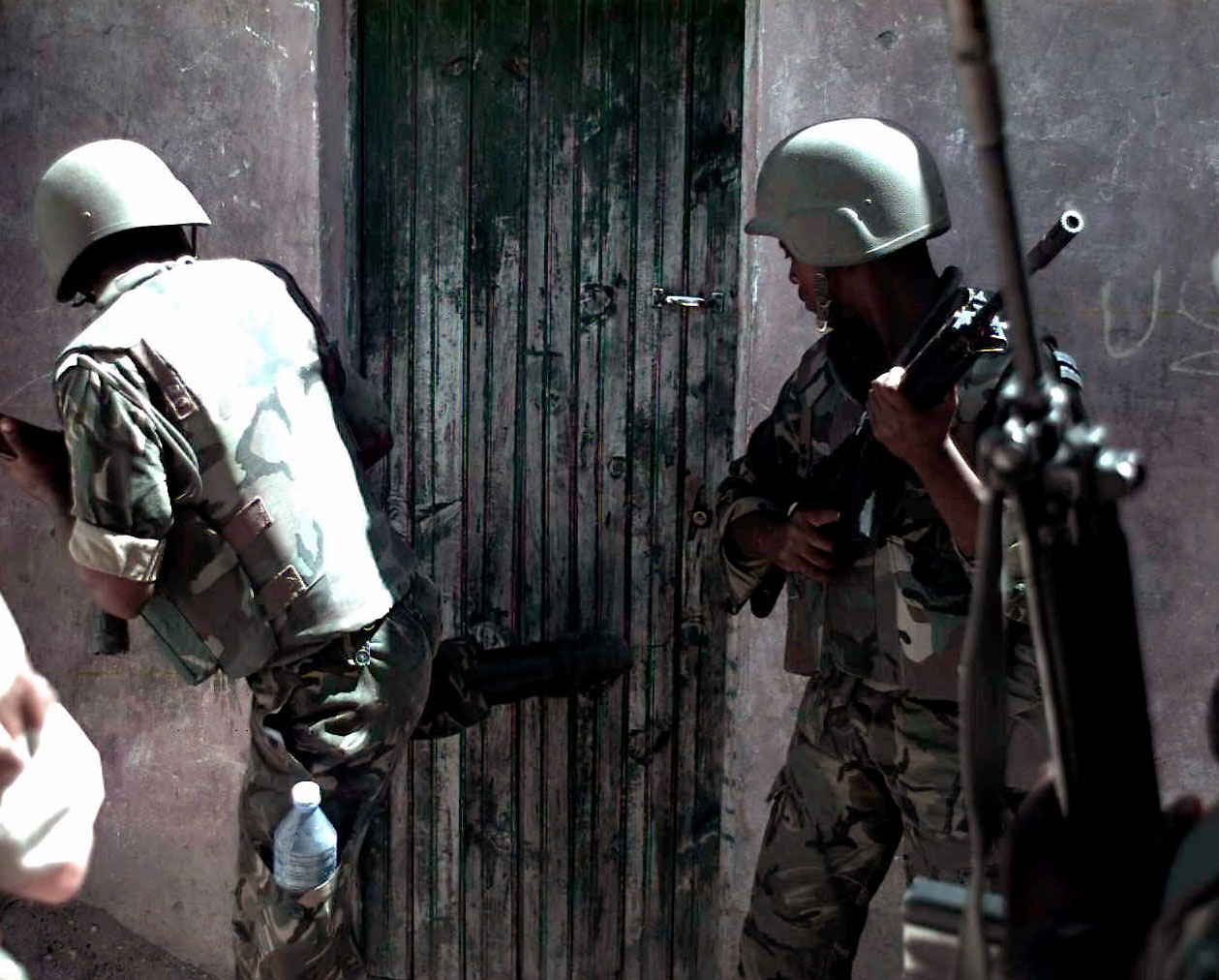
Солдаты армии Ботсваны в Могадишо, 30 января 1993 года.

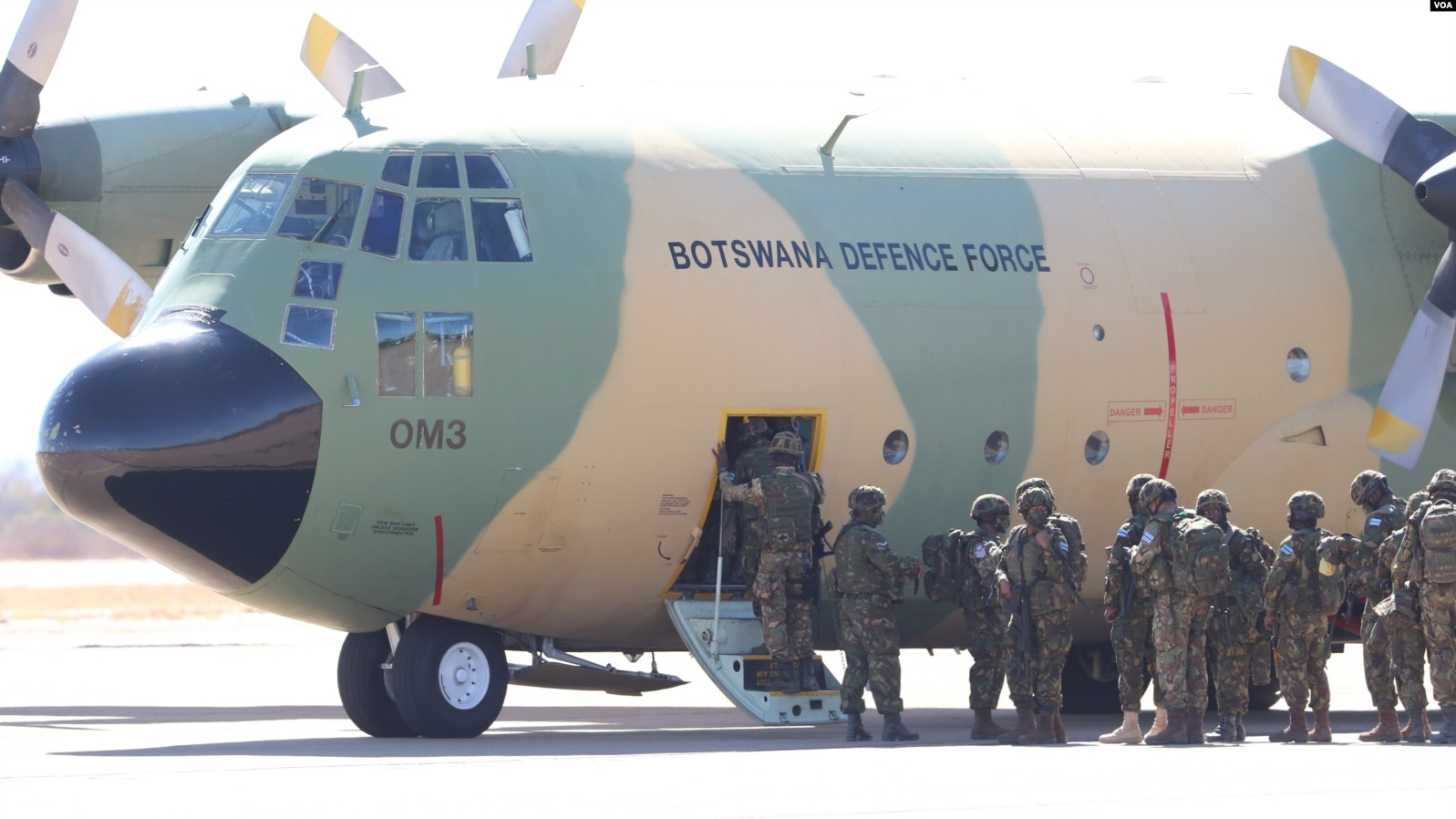
солдаты армии Ботсваны прибыли в Мозамбик (26 июля 2021)

Силы обороны Ботсваны (англ. Botswana Defence Force, тсвана Sesole Sa Botswana) — вооружённые силы республики Ботсвана.

## История
Во время Второй мировой войны 10 000 уроженцев Бечуаналенда служило в вооружённых силах Британской империи. В марте 1965 года британскому протекторату Бечуаналенд было предоставлено местное самоуправление, а 30 сентября 1966 года он стал независимой республикой Ботсвана в составе Британского содружества наций.
В 1992 — 1993 годы формирование армии Ботсваны участвовало в миротворческой операции Организации объединённых наций (ООН) «Возрождение надежды» в Сомали; в 1993 — 1994 годы группа офицеров Ботсваны находилась в составе сил ООН в Мозамбике.
В 1996 году из Великобритании было получено десять снятых с вооружения британской армии лёгких танков FV101 Scorpion и двенадцать 105-мм гаубиц L118.
В 2000 году из Австрии было получено 20 снятых с вооружения австрийской армии лёгких танков SK-105 Kürassier и два броневика AK7FA - ACPV.
В 2003 году вооружённые силы комплектовались по найму и насчитывали около 10,5 тыс. человек:
- сухопутные войска насчитывали 10 тыс. человек (две пехотные бригады, один парашютно-десантный батальон и несколько отдельных формирований), 50 лёгких танков, 44 бронетранспортёра, 12 бронемашин, 18 полевых орудий, а также миномёты, противотанковые и зенитные средства[2]
- ВВС насчитывали 500 человек (три эскадрильи — боевая, транспортная и учебная) и 30 боевых самолётов[2]

Подготовка младшего командного состава проходила непосредственно в формированиях, офицерский состав готовили за границей — в основном в Великобритании и США.
15 июля 2021 года формирование армии Ботсваны было отправлено в Мозамбик (в составе войск государств Сообщества развития Юга Африки).
Помимо задач по обеспечению территориальной целостности государства, войска участвуют в борьбе с браконьерством и осуществлении миротворческих и гуманитарных операций. Потери Ботсваны во всех миротворческих миссиях ООН с участием страны составили два человека погибшими.

## Современное состояние
По состоянию на начало 2022 года общая численность регулярных вооружённых сил составляла 9 тыс. человек, комплектование личным составом осуществлялось на добровольной основе.
- сухопутные войска насчитывали 8,5 тыс. человек (одна бронетанковая бригада, две пехотные бригады, одна артиллерийская бригада, одна бригада ПВО, один инженерный батальон, один батальон связи); 45 лёгких танков (20 SK-105 Kürassier и 25 FV101 Scorpion); 157 бронетранспортёров (50 БТР-60, 50 LAV-150 Commando, 45 «MOWAG Piranha III», 12 «Касспир-NG»); 8 лёгких бронетранспортёров FV103 Spartan; 73 других бронеавтомобилей и бронемашин (64 VBL, восемь RAM-V-2 и RAM-V-1); 78 орудий полевой артиллерии (из них 30 буксируемых гаубиц - 12 155-мм Soltam M-71, 12 105-мм L118 и шесть 105-мм горных орудий Model 56); 20 122-мм РСЗО APRA-40; 28 миномётов (шесть 120-мм М-43 и 22 81-мм миномёта), а также семь 20-мм зенитных артиллерийских установок M167 Vulcan[1]
- военно-воздушные силы насчитывали 500 человек и состояли из одной истребительной эскадрильи (восемь F-5A Freedom Fighter и пять F-5D Tiger II); одной разведывательной эскадрильи (пять O-2 Skymaster), одной учебной эскадрильи (семь PC-7 Mk.II Turbo Trainer); 20 транспортных самолётов (четыре BN-2A, шесть BN-2B, один «Beech 200 Super King Air», три C-130B Hercules, один C-212-300, один C-212-400, два CN-235M-100, один Do-328-110 (VIP) и один BD-700), 9 транспортных вертолётов (восемь AS350B Ecureuil и один EC-225LP Super Puma) и 7 многоцелевых вертолётов (два «Белл-412EP» и пять «Белл-412SP»)[1].